# Javaltón
Javaltón är en ort i Mexiko.   Den ligger i kommunen Chenalhó och delstaten Chiapas, i den sydöstra delen av landet, 800 km öster om huvudstaden Mexico City. Javaltón ligger 1 291 meter över havet och antalet invånare är 313.
Terrängen runt Javaltón är varierad, och sluttar norrut. Runt Javaltón är det ganska tätbefolkat, med 111 invånare per kvadratkilometer. Närmaste större samhälle är Pantelhó, 5,1 km öster om Javaltón. I omgivningarna runt Javaltón växer i huvudsak städsegrön lövskog.